# Cyanure d'or(I)
Le cyanure d'or(I) est un composé chimique de formule AuCN. Il se présente sous la forme d'un solide jaune inodore cristallisé dans un système hexagonal de paramètres a = 3,40 Å et c = 5,09 Å en formant des chaînes parallèles Au–C–N. Il est stable à l'air libre, faiblement soluble dans l'eau et les acides dilués, et soluble dans les solutions de cyanure de métaux alcalins, d'hydroxyde de potassium KOH, dans l'ammoniaque NH4OH, et dans les solutions de thiosulfate de sodium Na2S2O3 et de sulfure d'ammonium (NH4)2S. Il se décompose thermiquement à sec en laissant des dépôts d'or. Il est instable à la lumière en présence d'humidité et devient vert. Il peut être obtenu en faisant réagir de l'acide chlorhydrique HCl sur du dicyanoaurate(I) de potassium KAu(CN)2 :
K[Au(CN)2] + HCl → AuCN + HCN + KCl.
Il est également possible d'en produire par précipitation d'une solution de chlorure d'or(III) Au2Cl6 avec du cyanure de potassium KCN.